# Horonobe
Horonobe (jap. 幌延町 Horonobe-chō) – miasto w Japonii, w prefekturze Hokkaido, w podprefekturze Sōya. Według danych na rok 2020 miejscowość zamieszkiwało 2 371 mieszkańców , a gęstość zaludnienia wyniosła 4,1 os./km².